# George Amick
George Amick (n. 24 octombrie 1924, Vernonia⁠(d), Oregon, SUA – d. 4 aprilie 1959, Daytona Beach, Florida, SUA) a fost un pilot de curse auto american care a evoluat în Campionatul Mondial de Formula 1 în sezonul 1958.
1. 1 2  George Amick, Find a Grave, accesat în 9 octombrie 2017
2. ↑  Find a Grave